# Суррьё, Гийом-Мари-Ромен
Гийом-Мари-Ромен Суррьё (фр. Guillaume-Marie-Romain Sourrieu; 27 февраля 1825, Аспе, королевство Франция — 16 июня 1899, Руан, Франция) — французский кардинал. Епископ Шалона-сюр-Марн с 25 сентября 1882 по 21 мая 1894. Архиепископ Руана с 21 мая 1894 по 16 июня 1899. Кардинал-священник с 19 апреля 1897 года, с титулом церкви Сан-Клементе с 24 марта 1898 года.